# 格雷奇鄉 (圖爾恰縣)
45°11′N 28°14′E / 45.183°N 28.233°E
格雷奇鄉（羅馬尼亞語：Comuna Greci, Tulcea），是羅馬尼亞的鄉份，位於該國東南部，由圖爾恰縣負責管轄，面積88平方公里，海拔高度30米，2002年人口5,476，人口密度每平方公里63人。